# Historia de Kush

Kush era el territorio situado a lo largo del Nilo, al sur de Asuán, entre la primera y la sexta catarata del río.

La región de Nubia se encontraba al sur de Egipto, en lo que actualmente es Sudán del Norte. En ella se desarrolló el reino de Kush, que pasó por cuatro fases importantes. La primera de todas fue la del reino independiente de Kerma, que duró desde el 2600 al 1520 a.c., coincidiendo en el tiempo con el Reino Medio en Egipto. Kerma es el término que empleamos hoy para denominar lo que los egipcios conocían como Kash, que posteriormente acabó evolucionando en Kush.
De las poblaciones que habitaron Nubia, la de Kerma o Kush fue la más desarrollada, y gracias a las investigaciones arqueológicas de los últimos años sabemos que llegaron a contar con asentamientos amurallados, producción cerámica y una economía productora. Era esta una región rica en recursos naturales, lo que enriqueció de manera importante al reino, pero que también atrajo las miradas de sus vecinos norteños, que comenzaban también a demandar por parte de sus clases altas elementos de prestigio y lujo que, en su tierra, escaseaban. Las relaciones entre ambos reinos, durante este momento, fueron de intercambio y recelo. Los egipcios disponían de importantes asentamientos fortificados que miraban con hostilidad al sur, al mismo tiempo que les proporcionaban manufacturas a cambio de oro, marfil, madera o animales exóticos. Con el tiempo, estas fortalezas del Alto Egipto se fueron independizando de la capital y manteniendo relaciones estrechas con el reino de Kerma, hasta el punto de que algunos investigadores consideran que hubo matrimonios mixtos en la frontera.
En 1550 todo esto cambia con la invasión egipcia durante el Reino Nuevo. Kerma pasa a convertirse en la provincia de Nubia, dividida en dos distritos administrativos: Baja Nubia o Uauat, que se extendía desde la primera catarata a la ciudad de Semna, y la Alta Nubia o Kush, que iba desde esta localidad hasta la cuarta catarata del Nilo. La provincia estaba administrada por un virrey, cercano a la familia real, y que ostentaba el título oficial de «hijo real o hijo real de Kush». Se encargaba principalmente de la administración, tanto de tributos como de la gestión de las importantes minas de oro de la región. Para mejorar dicha gestión, el virrey extranjero nombraba a dos directores, uno por distrito, de origen indígena, que además permitía al virrey gestionar la provincia desde Tebas. Los directores nombraban a su vez a los alcaldes de las ciudades, teniendo solamente jurisdicción en los asuntos civiles. De los militares, así como de las plazas fuertes, se encargaban los oficiales del ejército egipcio, seguramente para evitar la rebelión.
Para que pudiera ser factible este control administrativo, tuvo que haber otros elementos de control, ideológicos y políticos, para asegurar el predominio egipcio en la región. Uno de los más interesantes fue el sincretismo religioso. Los egipcios extendieron a Nubia su religión, mezclándose con el ya de por sí parecido culto indígena, y lo que es más importante, perpetuaron bajo la nueva religión los antiguos lugares de culto de los nubios, como el monte Djebel Barkal, en donde se fundó en la época del faraón Tutmosis III un templo dedicado a Amón.
Pero la religión no fue la única estrategia de control egipcia. Las élites nubias fueron educadas a la manera egipcia, adoptaron nombres egipcios y se enterraban a la manera de los egipcios. Estas élites fueron el principal apoyo del estado egipcio en Nubia, y aseguraron su poder en la provincia hasta el debilitamiento de este en torno a la XX dinastía.

## Desarrollo

### Configuración del reino independiente

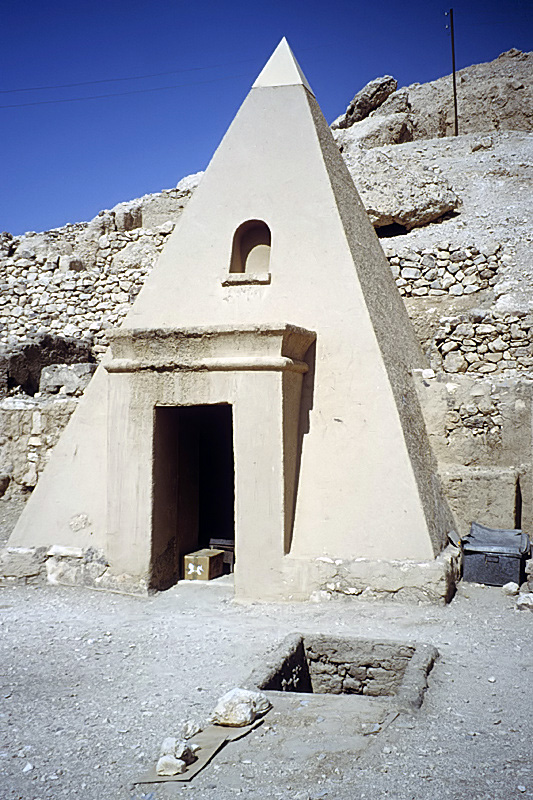
Pirámide funeraria de Sennedjem, TT1, en Deir el Medina, Luxor. Estas eran las tipologías en uso para la construcción de pirámides en la época de la XXV dinastía.

Con la decadencia del Reino Medio, Nubia fue paulatinamente adquiriendo independencia. Mientras en Egipto reinaron las dinastías libias, Kush se configuró como un reino independiente con capital en la ciudad de Napata, dando lugar al período napatiense. Sin embargo, el nuevo reino nubio seguiría ligado a Egipto cultural y religiosamente, y el clero local, desde Djebel Barkal siguió ejerciendo una gran influencia sobre la población e incluso, sobre sus gobernantes.
Comenzó en este tiempo la conocida como Edad Oscura, denominación que recibe de la escasez documental que existe a día de hoy de este período. Graves hambrunas, producidas por cambios climáticos en Oriente Próximo, afectaron a Egipto en aquel momento y, aprovechando su debilidad, Pianki, en el 747 a. C. logró controlar el Alto Egipto y su hijo, Shabaka, consiguió controlar todo el reino y reunificarlo bajo su dominio desde Tebas. Se inauguraba así el período de la dinastía XXV en Egipto. Durante este período, los nuevos faraones kushitas intentaron legitimar su dominio edificando monumentos y enterrándose a la manera de los egipcios del Reino Antiguo, es decir, en pirámides. Sin embargo, la dinastía XXV fue breve. Los Asirios invadieron Egipto y Tanutamón, el último faraón negro, huyó a Napata, en donde reinaría hasta su muerte. Se inauguraba así el reino independiente de Kush, con capital, primero en Napata, y posteriormente en Meroe.

### El reino con capital en Napata

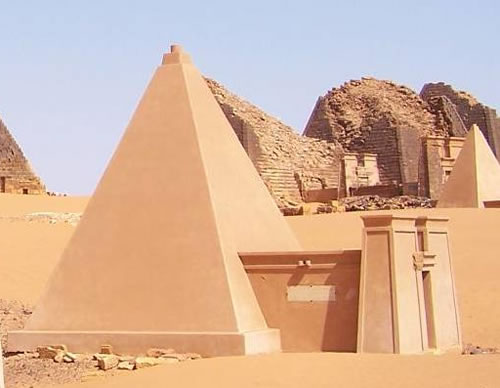
Vista de una pirámide meroítica. Se aprecia claramente la influencia de las pirámides menores egipcias, usadas para los enterramientos de funcionarios, en una época en la que los faraones se enterraban en el Valle de los Reyes.

A partir de este momento los reyes de Napata solo reinarán en la región de Nubia. El reino tenía su centro religioso en el antiguo templo de Amón, en la base de la mencionada montaña sagrada de Djebel Barkal. Esto hizo posible que la religiosidad egipcia preservara su influencia tras la independencia del reino, si bien se fueron con el tiempo introduciendo cambios y elementos indígenas, sobre todo durante el período meroítico.
Aunque se dejó de escribir en lenguaje jeroglífico y se abandonó de forma progresiva la cultura y tradiciones egipcias, pervivieron en el arte kushita elementos marcadamente egipcios, como los grabados, las pinturas y, sobre todo, la arquitectura, en especial la funeraria. Durante el tiempo de los faraones negros, los reyes de Kush se maravillaron de las fastuosas construcciones del Reino Antiguo, en especial de las pirámides. Aquellas monumentales edificaciones en memoria del faraón, que pasaba así a la otra vida transformado en estrella del firmamento, transmitían un poder que anhelaban los reyes nubios. Sin embargo, ya para aquel entonces las técnicas constructivas que hicieron posible la gigantesca tríada de pirámides estaban olvidadas, y los faraones se enterraban en el Valle de los Reyes, siendo las pirámides de funcionarios y clases medias, mucho más pequeñas, las que sirvieron de referencia a los nubios. Y es por esta razón que las pirámides napatienses de la necrópolis de El-Kurru tienen las dimensiones y fisionomía que hoy pueden contemplarse. Las pirámides se construyeron durante los dos períodos en los que se divide el desarrollo de Kush, el napatiense y el meroítico. Las pirámides napatienses fueron mayores en tamaño, formadas por núcleos de cascotes y contaban con una capilla de culto, por lo general orientada hacia el este. Las necrópolis de Djebel Barkal y El-Kurru fueron ampliamente estudiadas por Reisner y Hinkel. Reiner clasificó las pirámides según sus características formales, mientras que Hinkel siguió como pauta las superestructuras que las conforman.

### Traslado de capital
En torno al 590 a. C. Psmético II atacó al reino y obligó a sus dirigentes a retirarse de Napata y trasladarse más al sur, cerca de la sexta catarata. Esta nueva capital sería conocida como Meroe; empezaba así la segunda etapa de desarrollo del reino nubio. El cambio más espectacular de esta etapa se dio por parte del rey Arkamani I, cuya cronología exacta no se conoce. Lo que sí se sabe es que despojó a los sacerdotes de Djebel Barkal de su influencia y poder, reinstauró las tradiciones locales e instaló la necrópolis en Meroe. Surgen así las pirámides de Meroe, agrupadas en dos conjuntos, uno al sur y otro al norte.
La religiosidad de los nubios en la etapa meroítica, como vimos, se complica. Los trabajos que se han hecho acerca del tema van quedando desfasados según las investigaciones avanzan, y cada vez la arqueología adquiere más relevancia para el entendimiento del panteón kushita. Como mencionamos, el traslado de capital significó una «indigenización» de la cultura del reino. Los dioses principales egipcios siguieron siendo adorados, pero sufrieron importantes cambios con respecto a su significación actual, esto es, que aunque conservaron más o menos su aspecto original, su función y posición dentro del panteón mutó; Isis se transforma en divinidad protectora de los monarcas por ejemplo.
También fueron introducidos dioses del panteón grecolatino, como Afrodita o Niké, aunque no se sabe del todo si fueron activamente adorados o por el contrario solo fueron una representación figurativa de deidades autóctonas. Bajo esta religión oficial persistía un culto popular cuyo soporte fue una serie de objetos rituales, de tejido o cerámica, difíciles de interpretar y muchas veces con símbolos estampillados o dibujados representando diferentes motivos simbólicos, como flores de papiro, de sorgo, etc. Se repite también la imagen de la rana, también frecuente en la religión egipcia, que casi podríamos decir tiene un valor apotropaico, y que tuvo una veneración tanto popular como por parte de la monarquía, siendo representada en los cetros de los reyes.

## Religión y Culto

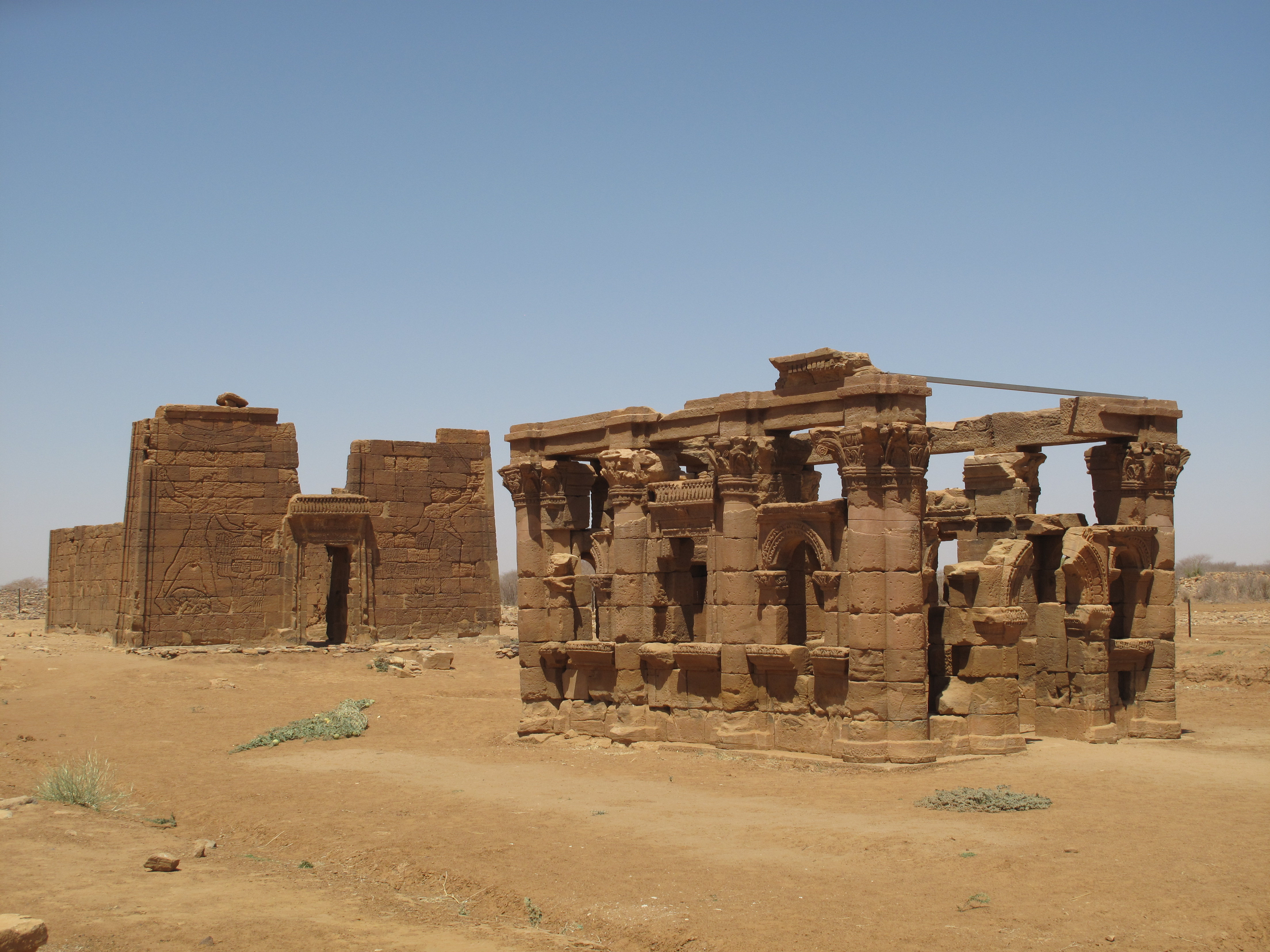
Quiosco Romano emplazado en la entrada del templo de Apedemak.

Esta nueva religión oficial se veneró en el interior de majestuosos templos, que seguían
teniendo características egipcias y de la etapa napatiense, siendo construidos, por lo
general, en adobe, reservándose la piedra para columnas y altares, así como 
conservando su carácter adintelado. Las novedades introducidas fueron pocas, pero
significativas, como la creación de un quiosco exterior, en medio del dromos, que era el
paseo de entrada al templo, en donde se situaban las famosas estatuas de carneros. Este
quiosco sirvió para custodiar la barca del dios que era usada en las procesiones. En el
exterior de construía también un altar, con rampa de acceso.
Como muchas civilizaciones de la antigüedad, Kush empleó sus templos, no solo como
espacios de culto, sino también como lugares de comercio, de propaganda oficial y, lo
que resulta también muy interesante, como cárcel. Los kushitas internaron muchas
veces a sus enemigos, en especial a los romanos, en estas «cárceles rituales»,
custodiadas por centinelas sagrados. En el templo también se cobijaban tesoros de alto
valor material o simbólico, a veces una combinación de ambos, como era el caso de la
corona ceremonial de los reyes de Meroe, que se conservaba en un templo de la antigua
capital, Napata. En el aspecto funerario, los reyes de Meroe seguirán enterrándose en
pirámides.

## La Mujer Kushita
La mujer en Kush, y en especial durante esta etapa de africanización y distanciamiento
del mundo mediterráneo, fue ganando importancia política y económica, aunque hace
falta un mayor estudio para poder averiguar hasta qué punto se puede hablar de cierta
equidad o igualdad. En muchas ocasiones, el reino de Kush fue gobernado por reinas,
bajo el título de Kandake. Amanishaketo fue la más famosa de todas, gracias a la amplia
colección de tesoros suyos que se conservan en Berlín actualmente, pero también por
haber sido mencionada en la Biblia (Hecho de los apóstoles 8,27). Sin embargo, hubo
otra Kandake que ganó fama por su enfrentamiento contra los romanos: Amanirenas. Se
cree que fue ella a la que Estrabón se refirió como Candace en su relato de la guerra
romana contra Meroe (27-22 a. C.) que la describió como valiente y ciega de un ojo.
Como en muchos relatos de historiografía romana, la guerra se interpretó como en  

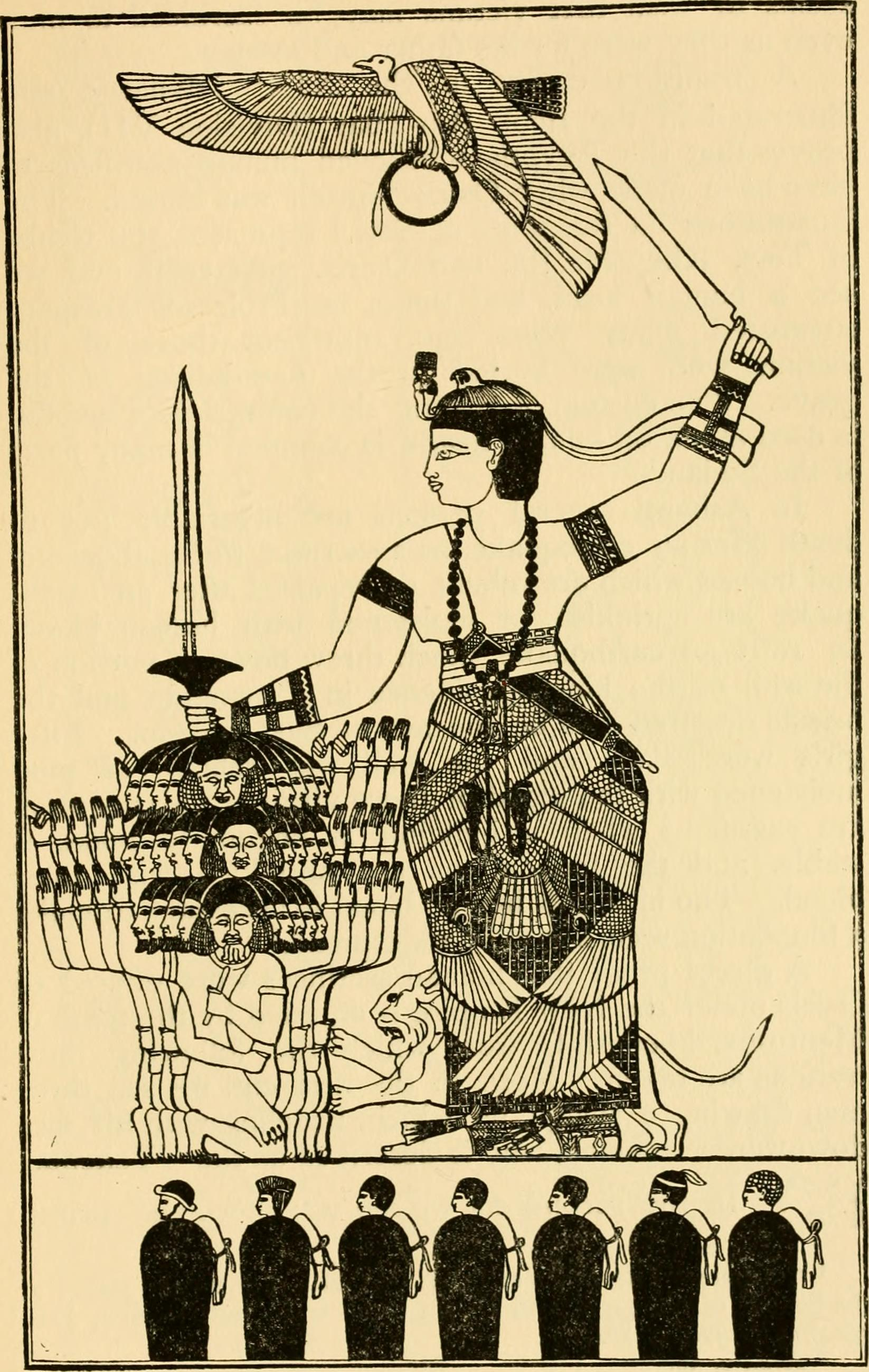
Posible representación de la Kandake Amanirenas (40 a. C.-10 a. C.).

defensa de los ataques que recibieron los romanos de Kush. Sin embargo, ya vimos
como el reino se encontraba en un momento de repliegue sobre sí mismo y al margen
del mediterráneo, por lo que no parece factible una ofensiva por su parte. En cambio,
Roma se encontraba en plena expansión; comenzaba su imperio, Augusto estaba en el
poder y las ricas tierras al sur de Egipto, recientemente anexionado, debieron de
despertar su interés. Sin embargo, Amanirenas y su hijo Akinidad lograron vencer a
Roma en varias ocasiones, diciéndose incluso que la reina hizo enterrar una estatua de
Augusto en la entrada de su palacio para poder pisarle cada vez que entrara alguien.

## Formación de una cultura propia
Otro de los signos más importantes de la cultura meroítica, en su proceso de
indigenización, fue el abandono de la escritura egipcia y el surgimiento de una propia,
que hasta día de hoy, permanece apenas descifrada, salvando algunas inscripciones
funerarias tópicas y recurrentes. Cuando se encontraron los primeros textos
pertenecientes a esta lengua surgieron varias hipótesis acerca de su procedencia y
pertenencia; una de ellas defiende que la lengua meroítica está relacionada con las
lenguas que actualmente se hablan en Nubia (Nobiin, Birgid…) y con otras lenguas
Nilo-saharianas. Otra de las teorías es que pertenece a las lenguas de la rama
afroasiática. En la actualidad existen varios estudios que intentan resolver este
problema, pero lo cierto es que todavía existe mucha controversia entre todos los
especialistas. Estos intentos de hacer antropología comparada son, sin embargo, poco
plausibles dada la distancia temporal que separa a las poblaciones actuales de los
últimos momentos del reino de Kush, de al menos mil años.
En cuanto a la escritura, esta hace referencia a dos tipos alfasilabarios (conjunto de
signos utilizados para determinar los fonemas de un idioma), que comenzó a
desarrollarse a partir del primer periodo meroítico, aunque existen especulaciones sobre
si su origen se sitúa en el período napatiense. Se tiene constancia de al menos dos tipos
de escritura; por un lado, tenemos el meroítico cursivo, usado para el mantenimiento de
registros, se escribe horizontalmente de derecha a izquierda y, por otro lado, el
meroítico jeroglífico, esta escritura fue utilizada en documentos religiosos y reales,
escribiéndose de forma vertical, de arriba hacia abajo, de derecha a izquierda y en
ocasiones de forma horizontal.
La escritura de la que tenemos más vestigios es la cursiva. Diodoro Sículo menciona
estos tipos de escritura en su Bibliotheca histórica (Libro III, 1-14). Francis Llewellyn
Griffith (1862-1934) fue el que consiguió descifrar con mayor éxito algo de la escritura
meroítica, comparando palabras con otras pertenecientes a la escritura griega y egipcia,
intentando obtener una conclusión por el parecido entre unas y otras. El uso de la
escritura cursiva meroítica continuó hasta el proceso de cristianización de Nubia en el
siglo VI d. C.

## Colapso
Los últimos reyes meroíticos datan de poco después del año 300 d. C. El declive de este
gran reino se inicia con el surgimiento del reino de Aksum, reino que se fortalecerá gracias al
comercio en el Mar Rojo, que establece rutas comerciales con el Egipto romano sin
intermediación con los nubios, que contribuyó a la desestabilización del reino y al
surgimiento de una dinastía de origen incierto, la Ballana.